# Hatadou Sako
Hatadou Sako (* 21. Oktober 1995 in Tournan-en-Brie, Frankreich) ist eine französisch-senegalesische Handballspielerin.

## Karriere

### Im Verein
Hatadou Sako zunächst für Noisy-le-Grand handball. 2016 unterschrieb sie einen Vertrag bei OGC Nice Côte d’Azur Handball. 2019 wurde sie als beste Torhüterin in das All-Star Team der Liga gewählt. 2020 wechselte sie zu Metz Handball. Mit Metz 2022, 2023 und 2024 die französische Meisterschaft sowie 2022, 2023 und 2024 den französischen Pokal. Zudem belegten sie bei der EHF Champions League 2021/22 den 3. Platz. Zur Saison 2024/25 wechselte sie nach Ungarn zu Győri ETO KC. Mit Győri ETO KC gewann sie 2025 die ungarische Meisterschaft und die EHF Champions League.

### In Auswahlmannschaften
Hatadou Sako spielte zunächst für die senegalesische Nationalmannschaft. Mit dem Senegal nahm sie an den Afrikaspielen 2015 teil und gewann dort die Bronze-Medaille. 2016 stand sie im Halbfinale der Afrikameisterschaften, wo sie jedoch nach einem Sieg disqualifiziert wurden. Sie gewann die Silber-Medaille bei den Afrikameisterschaften 2018. Weiter belegten sie den 19. Platz bei der Weltmeisterschaft 2019.
Seit 2023 läuft sie für die französische Nationalmannschaft auf. Mit Frankreich gewann sie die Weltmeisterschaft 2023 sowie die Silbermedaille bei den Olympischen Spielen 2024.